# Luis Albeiro Maldonado Monsalve
brasão
Luis Albeiro Maldonado Monsalve (Fredonia, Colômbia, 20 de janeiro de 1958) é um ministro colombiano e bispo católico romano de Mocoa-Sibundoy.
Luis Albeiro Maldonado Monsalve entrou no seminário de Medellín e estudou na Pontifícia Universidade Bolivariana. Em 5 de julho de 1986, foi ordenado sacerdote da Arquidiocese de Medellín pelo Papa João Paulo II. Depois de mais estudos, obteve a licenciatura em teologia espiritual pela Pontifícia Universidade Gregoriana.
Na Arquidiocese de Medellín foi ativo na formação e educação de sacerdotes, além de tarefas na pastoral. Foi diretor espiritual do seminário e lecionou como professor na Pontifícia Universidade Bolivariana, onde também atuou como capelão universitário. Desde 2011 foi pároco em Bello e vigário episcopal para a região norte da arquidiocese.
O Papa Francisco o nomeou Bispo de Mocoa-Sibundoy em 15 de outubro de 2015. O arcebispo de Medellín, Ricardo Antonio Tobón Restrepo, o consagrou bispo em 3 de dezembro do mesmo ano. Os co-consagradores foram o Núncio Apostólico na Colômbia, Arcebispo Ettore Balestrero, e o Arcebispo de Popayán, Iván Antonio Marín López. A posse na diocese de Mocoa-Sibundoy ocorreu em 15 de dezembro do mesmo ano.